# 1.ᵉʳ Parlamento de Malasia
La primera legislatura del Parlamento de Malasia comenzó el 11 de septiembre de 1959 cuando, tras realizarse elecciones federales el 19 de agosto de ese mismo año, los miembros electos del Dewan Rakyat suplantaron al Consejo Legislativo Federal, que gobernaba desde 1955. El Dewan Negara, la Cámara Alta, era elegida indirectamente por los miembros de las Asambleas Legislativas Estatales y por el Yang di-Pertuan Agong. Fue el único parlamento malayo antes de la creación de la Federación de Malasia actual, y desde el 2 de noviembre de 1963 adquirió su nombre actual, "Parlamento de Malasia".

## Composición
| Escaños        | # de escaños | UMNO | MCA | MIC | PAS | PPP | LPM | PR | Negara | MP | Ind. |
| -------------- | ------------ | ---- | --- | --- | --- | --- | --- | -- | ------ | -- | ---- |
| Perlis         | 2            | 2    |     |     |     |     |     |    |        |    |      |
| Kedah          | 12           | 10   | 2   |     |     |     |     |    |        |    |      |
| Kelantan       | 10           | 1    |     |     | 9   |     |     |    |        |    |      |
| Trengganu      | 6            | 1    |     |     | 4   |     |     |    | 1      |    |      |
| Penang         | 8            | 3    | 2   |     |     |     | 3   |    |        |    |      |
| Perak          | 20           | 9    | 5   | 1   |     | 4   |     |    |        |    | 1    |
| Pahang         | 6            | 5    |     | 1   |     |     |     |    |        |    |      |
| Selangor       | 14           | 5    | 3   | 1   |     |     | 3   | 2  |        |    |      |
| Negri Sembilan | 6            | 3    |     | 1   |     |     |     |    |        |    | 2    |
| Malacca        | 4            | 2    | 1   |     |     |     |     |    |        | 1  |      |
| Johore         | 16           | 11   | 5   |     |     |     |     |    |        |    |      |
| Total          | 104          | 52   | 19  | 3   | 13  | 4   | 6   | 2  | 1      | 1  | 3    |

## Miembros

### Dewan Rakyat
| Estado | Número | Circunscripción         | Parlamentario                                       | Partido     | Partido                     |
| --- | ------ | ----------------------- | --------------------------------------------------- | ----------- | --------------------------- |
| Perlis | P001   | Perlis Utara            | Othman Abdullah                                     |             | Alianza (UMNO)              |
| Perlis | P002   | Perlis Selatan          | Mokhtar Ismail                                      |             | Alianza (UMNO)              |
| Kedah | P003   | Jitra-Padang Terap      | Fatimah Hashim                                      |             | Alianza (UMNO)              |
| Kedah | P004   | Kubang Pasu Barat       | Azahari Ibrahim                                     |             | Alianza (UMNO)              |
| Kedah | P005   | Kota Star Utara         | Abdul Khalid Awang Osman                            |             | Alianza (UMNO)              |
| Kedah | P006   | Alor Star               | Lim Joo Kong                                        |             | Alianza (MCA)               |
| Kedah | P007   | Kuala Kedah             | Tunku Abdul Rahman                                  |             | Alianza (UMNO)              |
| Kedah | P008   | Kota Star Selatan       | Wan Sulaiman Wan Tam                                |             | Alianza (UMNO)              |
| Kedah | P009   | Kedah Tengah            | Khir Johari (desde el 30 de septiembre de 1959)     |             | Alianza (UMNO)              |
| Kedah | P010   | Jerai                   | Mohamed Ismail Mohd Yusof                           |             | Alianza (UMNO)              |
| Kedah | P011   | Baling                  | Harun Abdullah                                      |             | Alianza (UMNO)              |
| Kedah | P012   | Sungei Patani           | Abdul Samad Osman                                   |             | Alianza (UMNO)              |
| Kedah | P013   | Kulim Utara             | Hanafi Mohd Yunus                                   |             | Alianza (UMNO)              |
| Kedah | P014   | Kulim-Bandar Bahru      | Tan Tye Chek                                        |             | Alianza (MCA)               |
| Kelantan | P015   | Tumpat                  | Hassan Ahmad                                        |             | PAS                         |
| Kelantan | P016   | Kelantan Hilir          | Wan Mustapha Ali                                    |             | PAS                         |
| Kelantan | P017   | Pasir Mas Hilir         | Nik Man Nik Mohamed                                 |             | PAS                         |
| Kelantan | P018   | Kota Bharu Hilir        | Ahmad Abdullah                                      |             | PAS                         |
| Kelantan | P019   | Bachok                  | Zulkiflee Muhammad                                  |             | PAS                         |
| Kelantan | P020   | Kota Bharu Hulu         | Hussain Rahimi Saman                                |             | PAS                         |
| Kelantan | P021   | Pasir Mas Hulu          | Mohamed Hanifah Abdul Ghani                         |             | PAS                         |
| Kelantan | P022   | Pasir Puteh             | Mohamad Asri Muda                                   |             | PAS                         |
| Kelantan | P023   | Tanah Merah             | Othman Abdullah                                     |             | PAS                         |
| Kelantan | P024   | Ulu Kelantan            | Tengku Indra Petra Sultan Ibrahim                   |             | Alianza (UMNO)              |
| Trengganu | P025   | Besut                   | Burhanuddin al-Helmy                                |             | PAS                         |
| Trengganu | P026   | Kuala Trengganu Utara   | Hasan Adli Mohd Arshad                              |             | PAS                         |
| Trengganu | P027   | Kuala Trengganu Selatan | Onn Jaafar                                          |             | Parti Negara                |
| Trengganu | P027   | Kuala Trengganu Selatan | Ismail Kassim (desde el 19 de marzo de 1962)        |             | Alianza (UMNO)              |
| Trengganu | P028   | Dungun                  | Che Khadijah Mohd Sidik                             |             | PAS                         |
| Trengganu | P029   | Kemaman                 | Wan Yahya Wan Mohamed                               |             | Alianza (UMNO)              |
| Trengganu | P030   | Trengganu Tengah        | Harun Pilus                                         |             | PAS                         |
| Penang | P031   | Bagan                   | Tan Cheng Bee                                       |             | Alianza (MCA)               |
| Penang | P032   | Seberang Tengah         | Ibrahim Abdul Rahman                                |             | Alianza (UMNO)              |
| Penang | P033   | Seberang Selatan        | Veerappen Veerathan                                 |             | Frente Socialista (LPM)     |
| Penang | P034   | Penang Utara            | Geh Chong Keat                                      |             | Alianza (MCA)               |
| Penang | P035   | Penang Selatan          | Ismail Idris                                        |             | Alianza (UMNO)              |
| Penang | P036   | Tanjong                 | Tan Phock Kin                                       |             | Frente Socialista (LPM)     |
| Penang | P037   | Dato' Kramat            | Lim Kean Siew                                       |             | Frente Socialista (LPM)     |
| Penang | P038   | Seberang Utara          | Ahmad Saaid                                         |             | Alianza (UMNO)              |
| Perak | P039   | Ulu Perak               | Mohamed Nor Mohd Dahan                              |             | Alianza (UMNO)              |
| Perak | P040   | Krian Laut              | Abdul Rauf Abdul Rahman                             |             | Alianza (UMNO)              |
| Perak | P041   | Krian Darat             | Ahmad Yusof                                         |             | Alianza (UMNO)              |
| Perak | P042   | Larut Utara             | Tajudin Ali                                         |             | Alianza (UMNO)              |
| Perak | P043   | Larut Selatan           | Lim Swee Aun                                        |             | Alianza (MCA)               |
| Perak | P044   | Bruas                   | Yeoh Tat Beng                                       |             | Independiente               |
| Perak | P045   | Sitiawan                | Yong Woo Ming                                       |             | Alianza (MCA)               |
| Perak | P046   | Sungei Siput            | V. T. Sambanthan                                    |             | Alianza (MIC)               |
| Perak | P047   | Kuala Kangsar           | Abdullah Abdul Raof                                 |             | Alianza (UMNO)              |
| Perak | P048   | Parit                   | Hussein Mohd Noordin                                |             | Alianza (UMNO)              |
| Perak | P049   | Ulu Kinta               | Chan Swee Ho                                        |             | PPP                         |
| Perak | P050   | Ipoh                    | D. R. Seenivasagam                                  |             | PPP                         |
| Perak | P051   | Menglembu               | S. P. Seenivasagam                                  |             | PPP                         |
| Perak | P052   | Batu Gajah              | Khong Kok Yat                                       |             | PPP                         |
| Perak | P053   | Kampar                  | Leong Kee Nyean (hasta el 31 de marzo de 1961)      |             | Alianza (MCA)               |
| Perak | P053   | Kampar                  | Chan Yoon Onn (desde el 18 de mayo de 1961)         |             | PPP                         |
| Perak | P054   | Hilir Perak             | Mohamed Abbas Ahmad                                 |             | Alianza (UMNO)              |
| Perak | P055   | Telok Anson             | Woo Saik Hong                                       |             | Alianza (MCA)               |
| Perak | P055   | Telok Anson             | Too Joon Hing (desde el 30 de mayo de 1961)         |             | Independiente               |
| Perak | P056   | Bagan Datoh             | Yahya Ahmad                                         |             | Alianza (UMNO)              |
| Perak | P057   | Batang Padang           | Abdul Hamid Khan Sakhawat Ali Khan                  |             | Alianza (UMNO)              |
| Perak | P058   | Tanjong Malim           | Lee Seck Fun                                        |             | Alianza (MCA)               |
| Pahang | P059   | Raub                    | Hussein Hassan                                      |             | Alianza (UMNO)              |
| Pahang | P060   | Bentong                 | Chan Siang Sun                                      |             | Alianza (MCA)               |
| Pahang | P061   | Kuantan                 | Abdul Rahman Talib                                  |             | Alianza (UMNO)              |
| Pahang | P062   | Pekan                   | Abdul Razak Hussein                                 |             | Alianza (UMNO)              |
| Pahang | P063   | Temerloh                | Mohamed Yusof Mahmud                                |             | Alianza (UMNO)              |
| Pahang | P064   | Lipis                   | Mohamed Sulong Mohd. Ali                            |             | Alianza (UMNO)              |
| Pahang | P064   | Lipis                   | Abdul Razak Hussin (desde el 20 de octubre de 1962) |             | Alianza (UMNO)              |
| Selangor | P065   | Kuala Selangor          | Mohamed Dahari Mohd Ali                             |             | Alianza (UMNO)              |
| Selangor | P066   | Batu                    | Ng Ann Teck                                         |             | Frente Socialista (LPM)     |
| Selangor | P067   | Kapar                   | Hamzah Alang                                        |             | Alianza (UMNO)              |
| Selangor | P068   | Rawang                  | Liu Yoong Peng                                      |             | Frente Socialista (LPM)     |
| Selangor | P069   | Langat                  | Zakaria Mohd Taib                                   |             | Alianza (UMNO)              |
| Selangor | P070   | Setapak                 | Ahmad Boestamam                                     |             | Frente Socialista (Ra'ayat) |
| Selangor | P071   | Bungsar                 | V. David                                            |             | Frente Socialista (LPM)     |
| Selangor | P072   | Bukit Bintang           | Cheah Theam Swee                                    |             | Alianza (MCA)               |
| Selangor | P073   | Damansara               | Karam Singh Veriah                                  |             | Frente Socialista (Ra'ayat) |
| Selangor | P074   | Klang                   | V. Manickavasagam                                   |             | Alianza (MIC)               |
| Selangor | P075   | Kuala Langat            | Abdul Aziz Ishak                                    |             | Frente Socialista (NCP)     |
| Selangor | P076   | Sepang                  | Lee Siok Yew                                        |             | Alianza (MCA)               |
| Selangor | P077   | Sabak Bernam            | Syed Hashim Syed Ajam                               |             | Alianza (UMNO)              |
| Selangor | P078   | Ulu Selangor            | Omar Ong Yoke Lin                                   |             | Alianza (MCA)               |
| Negeri Sembilan | P079   | Kuala Pilah             | Bahaman Samsudin                                    |             | Alianza (UMNO)              |
| Negeri Sembilan | P080   | Seremban Timor          | Chin See Yin                                        |             | Independiente               |
| Negeri Sembilan | P081   | Rembau-Tampin           | Redza Mohd Said                                     |             | Alianza (UMNO)              |
| Negeri Sembilan | P082   | Port Dickson            | T. Mahima Singh                                     |             | Alianza (MIC)               |
| Negeri Sembilan | P083   | Jelebu-Jempol           | Mohamed Ujang                                       |             | Alianza (UMNO)              |
| Negeri Sembilan | P084   | Seremban Barat          | Quek Kai Dong                                       |             | Independiente               |
| Malaca | P085   | Malacca Tengah          | Tan Siew Sin                                        |             | Alianza (MCA)               |
| Malaca | P086   | Bandar Malacca          | Tan Kee Gak                                         |             | MP                          |
| Malaca | P087   | Malacca Utara           | Abdul Ghani Ishak                                   |             | Alianza (UMNO)              |
| Malaca | P088   | Malacca Selatan         | Hassan Mansor                                       |             | Alianza (UMNO)              |
| Johore | P089   | Muar Dalam              | Abdul Aziz Ishak                                    |             | Alianza (UMNO)              |
| Johore | P090   | Segamat Selatan         | Teoh Chze Chong                                     |             | Alianza (MCA)               |
| Johore | P091   | Muar Pantai             | Seah Teng Ngiab                                     |             | Alianza (MCA)               |
| Johore | P092   | Muar Selatan            | Sulaiman Abdul Rahman                               |             | Alianza (UMNO)              |
| Johore | P092   | Muar Selatan            | Awang Hassan (desde el 28 de diciembre de 1963)     |             | Alianza (UMNO)              |
| Johore | P093   | Batu Pahat              | Kang Kok Seng                                       |             | Alianza (MCA)               |
| Johore | P094   | Batu Pahat Dalam        | Syed Esa Alwee (Vicepresidente del Dewan Rakyat)    |             | Alianza (UMNO)              |
| Johore | P095   | Kluang Utara            | Lee San Choon                                       |             | Alianza (MCA)               |
| Johore | P096   | Johore Tenggara         | Syed Jaafar Albar                                   |             | Alianza (UMNO)              |
| Johore | P097   | Pontian Utara           | Sardon Jubir                                        |             | Alianza (UMNO)              |
| Johore | P098   | Pontian Selatan         | Zainon Munshi Sulaiman                              |             | Alianza (UMNO)              |
| Johore | P099   | Kluang Selatan          | Chan Chong Wen                                      |             | Alianza (MCA)               |
| Johore | P100   | Johore Bahru Timor      | Mohamad Noah Omar (Presidente del Dewan Rakyat)     |             | Alianza (UMNO)              |
| Johore | P101   | Johore Bahru Barat      | Ahmad Mohamed Shah                                  |             | Alianza (UMNO)              |
| Johore | P102   | Johore Timor            | Ismail Abdul Rahman                                 |             | Alianza (UMNO)              |
| Johore | P103   | Segamat Utara           | Abdullah Mohd Salleh                                |             | Alianza (UMNO)              |
| Johore | P104   | Muar Utara              | Ahmad Arshad                                        |             | Alianza (UMNO)              |
| Representación de los estados de Sabah, Sarawak y Singapur, elegidos indirectamente tras la formación de Malasia en 1963. A menos que se indique lo contrario, los siguientes diputados ejercieron sus cargos desde el 2 de noviembre de 1963 hasta el 1 de marzo de 1964. |        |                         |                                                     |             |                             |
| Estado | Número | Número                  | Parlamentario                                       | Partido     | Partido                     |
| Singapur | P105   | P105                    | Abdul Rahim Ishak                                   |             | PAP                         |
| Singapur | P106   | P106                    | Chia Thye Poh                                       |             | BS                          |
| Singapur | P107   | P107                    | Goh Keng Swee                                       |             | PAP                         |
| Singapur | P108   | P108                    | Ho See Beng                                         |             | PAP                         |
| Singapur | P109   | P109                    | Jek Yeun Thong                                      |             | PAP                         |
| Singapur | P110   | P110                    | Kow Kee Seng                                        |             | BS                          |
| Singapur | P111   | P111                    | Lee Kuan Yew                                        |             | PAP                         |
| Singapur | P112   | P112                    | Lim Huan Boon                                       |             | BS                          |
| Singapur | P113   | P113                    | Lim Kim San                                         |             | PAP                         |
| Singapur | P114   | P114                    | Ong Pang Boon                                       |             | PAP                         |
| Singapur | P115   | P115                    | Othman Wok                                          |             | PAP                         |
| Singapur | P116   | P116                    | S. Rajaratnam (desde el 18 de diciembre de 1963)    |             | PAP                         |
| Singapur | P117   | P117                    | Toh Chin Chye                                       |             | PAP                         |
| Singapur | P118   | P118                    | Wee Toon Boon                                       |             | PAP                         |
| Singapur | P119   | P119                    | Yong Nyuk Lin                                       |             | PAP                         |
| Sabah | P120   | P120                    | Aliuddin Harun                                      | Sin partido | Sin partido                 |
| Sabah | P121   | P121                    | Amadeus Mathew Leong                                | Sin partido | Sin partido                 |
| Sabah | P122   | P122                    | Donald Aloysius Marmaduke Stephens                  | Sin partido | Sin partido                 |
| Sabah | P123   | P123                    | Ganie Gilong                                        | Sin partido | Sin partido                 |
| Sabah | P124   | P124                    | Ganing Jangkat                                      | Sin partido | Sin partido                 |
| Sabah | P125   | P125                    | Hong Teck Guan                                      | Sin partido | Sin partido                 |
| Sabah | P126   | P126                    | Jhumah Salim                                        | Sin partido | Sin partido                 |
| Sabah | P127   | P127                    | Mahali Matjakir                                     | Sin partido | Sin partido                 |
| Sabah | P128   | P128                    | Mohamed Dara Langpad                                | Sin partido | Sin partido                 |
| Sabah | P129   | P129                    | Mohamed Dun Banir                                   | Sin partido | Sin partido                 |
| Sabah | P130   | P130                    | Mohd. Arif Salleh                                   | Sin partido | Sin partido                 |
| Sabah | P131   | P131                    | Ngui Ah Kui                                         | Sin partido | Sin partido                 |
| Sabah | P132   | P132                    | Peter J. Mojuntin (desde el 3 de enero de 1964)     | Sin partido | Sin partido                 |
| Sabah | P133   | P133                    | Peter Lo Sui Yin                                    | Sin partido | Sin partido                 |
| Sabah | P134   | P134                    | Stanley Ho Ngun Khiu                                | Sin partido | Sin partido                 |
| Sabah | P135   | P135                    | Yeh Pao Tze                                         | Sin partido | Sin partido                 |
| Sarawak | P136   | P136                    | Abang Othman Abang Moasili                          | Sin partido | Sin partido                 |
| Sarawak | P137   | P137                    | Abdul Rahman Ya'kub                                 | Sin partido | Sin partido                 |
| Sarawak | P138   | P138                    | Ajibah Abol                                         | Sin partido | Sin partido                 |
| Sarawak | P139   | P139                    | Awang Daud Matusin                                  | Sin partido | Sin partido                 |
| Sarawak | P140   | P140                    | Banyang Janting                                     | Sin partido | Sin partido                 |
| Sarawak | P141   | P141                    | Charles Linang                                      | Sin partido | Sin partido                 |
| Sarawak | P142   | P142                    | Dagok Randen                                        | Sin partido | Sin partido                 |
| Sarawak | P143   | P143                    | Edmund Langgu Saga                                  | Sin partido | Sin partido                 |
| Sarawak | P144   | P144                    | Edwin Tangkun                                       | Sin partido | Sin partido                 |
| Sarawak | P145   | P145                    | Francis Umpau Empam                                 | Sin partido | Sin partido                 |
| Sarawak | P146   | P146                    | Ikhwan Zaini                                        | Sin partido | Sin partido                 |
| Sarawak | P147   | P147                    | Jinggut Attan                                       | Sin partido | Sin partido                 |
| Sarawak | P148   | P148                    | Jonathan Bangau Renang                              | Sin partido | Sin partido                 |
| Sarawak | P149   | P149                    | Jugah Barieng                                       | Sin partido | Sin partido                 |
| Sarawak | P150   | P150                    | Kadam Kiai                                          | Sin partido | Sin partido                 |
| Sarawak | P151   | P151                    | Ling Beng Siew                                      | Sin partido | Sin partido                 |
| Sarawak | P152   | P152                    | Muhammad Su'aut Muhd. Tahir                         | Sin partido | Sin partido                 |
| Sarawak | P153   | P153                    | Sim Boon Liang                                      | Sin partido | Sin partido                 |
| Sarawak | P154   | P154                    | Sng Chin Joo                                        | Sin partido | Sin partido                 |
| Sarawak | P155   | P155                    | Song Thian Cheok                                    | Sin partido | Sin partido                 |
| Sarawak | P156   | P156                    | Sandom Nyuak                                        | Sin partido | Sin partido                 |
| Sarawak | P157   | P157                    | Stephen Yong Kuet Tze                               | Sin partido | Sin partido                 |
| Sarawak | P158   | P158                    | Tan Tsak Yu                                         | Sin partido | Sin partido                 |
| Sarawak | P159   | P159                    | Wan Abdul Rahman Tuanku Bujang                      | Sin partido | Sin partido                 |

### Dewan Negara
Lista de miembros del Dewan Negara, cámara elegida directamente y con un mandado de tres años renovables. Existen algunas variaciones en las fechas.
| Estado                                           | Número                       | Parlamentario                         | Inicio                   | Final                    | Partido     | Partido        |
| ------------------------------------------------ | ---------------------------- | ------------------------------------- | ------------------------ | ------------------------ | ----------- | -------------- |
| Trengganu                                        | P01                          | Abbas Mohamed                         | 11 de septiembre de 1959 | 10 de septiembre de 1965 |             | PAS            |
| Trengganu                                        | P02                          | Da Abdul Jalil Awang                  | 11 de septiembre de 1959 | 10 de septiembre de 1965 |             | PAS            |
| Trengganu                                        | P03                          | Mohamed Adib Omar                     | 15 de octubre de 1962    | 14 de octubre de 1968    |             | Alianza (UMNO) |
| Singapur                                         | P04                          | Ahmad Taff                            | 2 de noviembre de 1963   | 8 de agosto de 1965      |             | Alianza (UMNO) |
| Singapur                                         | P05                          | Ko Teck Kin                           | 2 de noviembre de 1963   | 8 de agosto de 1965      |             | PAP            |
| Selangor                                         | P06                          | Chan Kwong Hon                        | 11 de septiembre de 1959 | 10 de septiembre de 1965 |             | Alianza (MCA)  |
| Selangor                                         | P07                          | Raja Rastam Shahrome Raja Said Tauphy | 11 de septiembre de 1959 | 10 de septiembre de 1965 |             | Alianza (UMNO) |
| Sarawak                                          | P08                          | Oyong Lawai Jau                       | 2 de noviembre de 1963   | 1 de noviembre de 1969   |             | SNAP           |
| Sarawak                                          | P09                          | Tuanku Bujang Tuanku Othman           | 2 de noviembre de 1963   | 1 de noviembre de 1969   |             | BERJASA        |
| Sabah                                            | P10                          | Joseph Augustine Angian Andulag       | 2 de noviembre de 1963   | 1 de noviembre de 1969   | Sin partido | Sin partido    |
| Sabah                                            | P11                          | Pengiran Mohamed Digadong Galpam      | 2 de noviembre de 1963   | 1 de noviembre de 1969   | Sin partido | Sin partido    |
| Perlis                                           | P12                          | Abdul Rahman Ahmad                    | 15 de marzo de 1963      | 14 de marzo de 1969      |             | Alianza (UMNO) |
| Perlis                                           | P13                          | Abdullah Ishak                        | 21 de diciembre de 1960  | 20 de diciembre de 1966  |             | Alianza (UMNO) |
| Perlis                                           | P14                          | Syed Bahaldin Syed Noh                | 11 de septiembre de 1959 | 10 de septiembre de 1962 |             | Alianza (UMNO) |
| Perlis                                           | P15                          | Wan Ahmad Wan Daud                    | 11 de septiembre de 1959 | 10 de septiembre de 1965 |             | Alianza (UMNO) |
| Perak                                            | P16                          | Ahmad Said                            | 11 de septiembre de 1959 | 10 de septiembre de 1965 |             | Alianza (UMNO) |
| Perak                                            | P17                          | Yeoh Kian Teik                        | 11 de septiembre de 1959 | 10 de septiembre de 1965 |             | Alianza (MCA)  |
| Penang                                           | P18                          | Ahmad Abdullah                        | 15 de octubre de 1962    | 14 de octubre de 1968    |             | Alianza (UMNO) |
| Penang                                           | P19                          | Cheah Seng Khim                       | 11 de septiembre de 1959 | 10 de septiembre de 1965 |             | Alianza (MCA)  |
| Penang                                           | P20                          | Hashim Awang                          | 11 de septiembre de 1959 | 10 de septiembre de 1965 |             | Alianza (UMNO) |
| Penang                                           | P21                          | Hoh Chee Cheong                       | 15 de octubre de 1962    | 14 de octubre de 1968    |             | Alianza (MCA)  |
| Penang                                           | P22                          | Wan Ibrahim Wan Tanjong               | 11 de septiembre de 1959 | 10 de septiembre de 1965 |             | Alianza (UMNO) |
| Penang                                           | P23                          | Yap Khen Van                          | 11 de septiembre de 1959 | 10 de septiembre de 1965 |             | Alianza (MCA)  |
| Negeri Sembilan                                  | P24                          | Abdul Wahab Idus                      | 11 de septiembre de 1959 | 10 de septiembre de 1965 |             | Alianza (UMNO) |
| Negeri Sembilan                                  | P25                          | Lee Foong Yee                         | 11 de septiembre de 1959 | 10 de septiembre de 1965 |             | Alianza (MCA)  |
| Malaca                                           | P26                          | Koh Kim Leng                          | 11 de septiembre de 1959 | 10 de septiembre de 1965 |             | Alianza (MCA)  |
| Malaca                                           | P27                          | Mohamed Salleh Mohamed Ariff          | 11 de septiembre de 1959 | 10 de septiembre de 1965 |             | Alianza (UMNO) |
| Kelantan                                         | P28                          | Amaluddin Darus                       | 11 de septiembre de 1959 | 10 de septiembre de 1965 |             | PAS            |
| Kelantan                                         | P29                          | Nik Mohamed Adeeb Nik Mohamed         | 11 de septiembre de 1959 | 4 de abril de 1964       |             | PAS            |
| Kedah                                            | P30                          | Mohamed Zahir Ismail                  | 11 de septiembre de 1959 | 10 de septiembre de 1965 |             | Alianza (UMNO) |
| Kedah                                            | P31                          | Syed Ahmad Syed Mahmud Shahabuddin    | 11 de septiembre de 1959 | 10 de septiembre de 1965 |             | Alianza (UMNO) |
| Johore                                           | P32                          | Abdul Rahman Mohamed Yasin            | 11 de septiembre de 1959 | 10 de septiembre de 1965 |             | Alianza (UMNO) |
| Johore                                           | P33                          | Sheikh Abu Bakar Yahya                | 11 de septiembre de 1959 | 10 de septiembre de 1965 |             | Alianza (UMNO) |
| Miembros designados por el Yang di-Pertuan Agong |                              |                                       |                          |                          |             |                |
| A. M. Abu Bakar                                  | A. M. Abu Bakar              | A. M. Abu Bakar                       | 11 de septiembre de 1959 | 10 de septiembre de 1965 |             | Alianza (UMNO) |
| Abang Mustapha Abang Moasili                     | Abang Mustapha Abang Moasili | Abang Mustapha Abang Moasili          | 11 de septiembre de 1959 | 10 de septiembre de 1965 |             | Independiente  |
| Abdul Hamid Mahmud                               | Abdul Hamid Mahmud           | Abdul Hamid Mahmud                    | 11 de septiembre de 1959 | 10 de septiembre de 1965 |             | Alianza (UMNO) |
| Aishah Ghani                                     | Aishah Ghani                 | Aishah Ghani                          | 15 de octubre de 1962    | 14 de octubre de 1968    |             | Alianza (UMNO) |
| Athi Nahappan                                    | Athi Nahappan                | Athi Nahappan                         | 5 de diciembre de 1959   | 4 de diciembre de 1965   |             | Alianza (MIC)  |
| Cheah Toon Lok                                   | Cheah Toon Lok               | Cheah Toon Lok                        | 11 de septiembre de 1959 | 10 de septiembre de 1965 |             | Alianza (MCA)  |
| Choo Kok Leong                                   | Choo Kok Leong               | Choo Kok Leong                        | 11 de septiembre de 1959 | 10 de septiembre de 1965 |             | Alianza (MCA)  |
| E. E. C. Thuraisingham                           | E. E. C. Thuraisingham       | E. E. C. Thuraisingham                | 11 de septiembre de 1959 | 10 de septiembre de 1965 |             | Independiente  |
| Engku Muhsein Abdul Kadir                        | Engku Muhsein Abdul Kadir    | Engku Muhsein Abdul Kadir             | 11 de septiembre de 1959 | 10 de septiembre de 1965 |             | Alianza (UMNO) |
| G. Shelley                                       | G. Shelley                   | G. Shelley                            | 11 de septiembre de 1959 | 10 de septiembre de 1965 |             | Independiente  |
| J. E. S. Crawford                                | J. E. S. Crawford            | J. E. S. Crawford                     | 11 de septiembre de 1959 | 10 de septiembre de 1965 |             | Independiente  |
| Khaw Kai Boh                                     | Khaw Kai Boh                 | Khaw Kai Boh                          | 15 de marzo de 1963      | 14 de marzo de 1969      |             | Alianza (MCA)  |
| Leong Yew Koh                                    | Leong Yew Koh                | Leong Yew Koh                         | 11 de septiembre de 1959 | 12 de enero de 1963      |             | Alianza (MCA)  |
| Lim Hee Hong                                     | Lim Hee Hong                 | Lim Hee Hong                          | 11 de septiembre de 1959 | 10 de septiembre de 1965 |             | Alianza (MCA)  |
| Mohamed Ghazali Jawi                             | Mohamed Ghazali Jawi         | Mohamed Ghazali Jawi                  | 3 de junio de 1963       | 2 de junio de 1969       |             | Alianza (UMNO) |
| Nik Hassan Nik Yahya                             | Nik Hassan Nik Yahya         | Nik Hassan Nik Yahya                  | 11 de septiembre de 1959 | 10 de septiembre de 1965 |             | Alianza (UMNO) |
| Pandak Hamid Puteh Jali                          | Pandak Hamid Puteh Jali      | Pandak Hamid Puteh Jali               | 11 de septiembre de 1959 | 10 de septiembre de 1965 |             | Alianza (UMNO) |
| S. O. K. Ubaidulla                               | S. O. K. Ubaidulla           | S. O. K. Ubaidulla                    | 5 de diciembre de 1959   | 4 de diciembre de 1965   |             | Alianza (MIC)  |
| S. P. S. Nathan                                  | S. P. S. Nathan              | S. P. S. Nathan                       | 5 de diciembre de 1959   | 4 de diciembre de 1965   |             | Alianza (MIC)  |
| Tan Tong Hye                                     | Tan Tong Hye                 | Tan Tong Hye                          | 11 de septiembre de 1959 | 10 de septiembre de 1965 |             | Alianza (MCA)  |
| William Tan Ho Choon                             | William Tan Ho Choon         | William Tan Ho Choon                  | 27 de diciembre de 1963  | 26 de diciembre de 1969  |             | SCA            |

## Período de sesiones

### Dewan Rakyat
1. 11 de septiembre de 1959 - 24 de febrero de 1960
2. 19 de abril de 1960 - 11 de febrero de 1961
3. 19 de abril de 1961 - 13 de enero de 1962
4. 25 de abril de 1962 - 13 de marzo de 1963
5. 22 de mayo de 1963 - 11 de enero de 1964

### Dewan Negara
1. 11 de septiembre de 1959
2. 19 de abril de 1960
3. 19 de abril de 1961
4. 25 de abril de 1962 - 15 de marzo de 1963
5. 22 de mayo de 1963 - 13 de enero de 1964